# D-ブロック
D-ブロック（D-Block）は、アメリカ合衆国ニューヨーク州ヨンカーズで結成されたヒップホップ音楽ユニット。
元々ジェイダキス（Jadakiss）、スタイルズ・P（Styles P）、シーク・ルーチ（Sheek Louch）よってザ・ロックス（The Lox）を結成していた。解散に伴い、J・フッド（J-Hood）やティーム・アーリス（Team Arliss）とT・ウォーターズ（T.Waters）が加わってD-ブロックをニューヨークのヨンカーズにて結成。
現在は正規にリリースをしつつD-ブロック レコード（D-Block Records）を立ち上げミックステープ（MIXCD）でたくさんのアルバムをリリースしている。
現在Gユニット（G-Unit）とは全面的、長期にわたりにビーフを繰り返している。

## メンバー
- ジェイダキス（Jadakiss）
- スタイルズ・P（Styles P）
- シーク・ルーチ（Sheek Louch）
- J・フッド（J-Hood）
- ティーム・アーリス（Team Arliss）
- T・ウォーターズ（T.Waters）

## ディスコグラフィー

### アルバム
- マネー・パワー＆リスペクト - Money, Power & Respect（The Loxとして） 1998年
- ウィ・ア・ザ・ストリーツ - We Are The Streets（The Loxとして） 2000年
- CD/DVD ミックステープ - The CD/DVD Mixtape 2006年

一部